# Les Cerqueux
Les Cerqueux is een gemeente in het Franse departement Maine-et-Loire (regio Pays de la Loire) en telt 641 inwoners (1999). De plaats maakt deel uit van het arrondissement Cholet.

## Geografie
De oppervlakte van Les Cerqueux bedraagt 13,7 km², de bevolkingsdichtheid is 46,8 inwoners per km².
De onderstaande kaart toont de ligging van Les Cerqueux met de belangrijkste infrastructuur en aangrenzende gemeenten.

## Demografie
Onderstaande figuur toont het verloop van het inwonertal (bron: INSEE-tellingen).

1. ↑  Populations de référence 2022.